# プロダクトマネージャー
プロダクトマネージャー（product manager、略称 PM）とは、プロダクトマネジメントの実践として知られる組織の製品開発に責任を持つ専門職。製品（物理的製品とデジタル製品の両方）の背後にあるビジネス戦略を立てながら、その機能要件を特定し立ち上げをリードする。設定したゴールを達成するために、ソフトウェアエンジニア、データサイエンティスト、プロダクトデザイナーのようなチームメンバーを巻き込みながら、チームを製品のビジネス上の成功に最終的な責任を負う。
プロジェクトマネージャー（PjM）と混同するため、日本語ではPdMと略される場合が過去多かったが、英名ではPMが略称。

## 関連リンク
- プロダクトマネジメント